# Forêt de Buzet
Pour les articles homonymes, voir Buzet.
La forêt de Buzet est un massif forestier de 1119 ha située sur la commune de Buzet-sur-Tarn (Haute-Garonne, France).

## Description
La forêt est divisée en deux parties : la partie Sud, de 669 hectares, est une propriété privée, et la partie Nord, de 450 hectares, appartient au Conseil départemental de la Haute-Garonne depuis 1981.
La partie de la forêt appartenant au Conseil départemental est certifiée PEFC depuis 2006. Les agents forestiers du Conseil départemental gèrent cet espace avec l’appui de l’Office national des forêts et en assurent l’entretien et les coupes de bois de chauffage, mis en vente au public au début de chaque saison hivernale.
La forêt héberge de nombreuses espèces : 
- de faune avec notamment des faucons hobereaux, des fauvettes pitchou, circaètes, des autours, des éperviers, des milans noirs, blaireaux, sangliers, chevreuils, daims, genettes, écureuils.
- de flore avec notamment des Cistes à feuilles de sauge, des chênes, des chênes-lièges.

Depuis 2009, la forêt est un site inscrit et répertorié en ZNIEFF de type 1.

## Accueil du public
La partie de la forêt appartenant au Conseil départemental est ouverte au public. Des aménagements sont mis à disposition (aires de pique-nique et de stationnement, bancs…) ainsi que des divers parcours balisés adaptés aux loisirs : sentier sportif, sentier VTT (technique et de loisir), sentier équestre et sentier pédestre.
Un sentier de découverte, mis en place par des collégiens hauts-garonnais sous la houlette du Conseil départemental des Jeunes pour l’Environnement, permet de découvrir le milieu forestier grâce à un parcours jalonné de panneaux explicatifs sur la faune, la flore, l’histoire de la forêt, la gestion forestière, etc.
La forêt de Buzet est un lieu de course d'orientation inter régionale.